# 아펠레스
아펠레스 또는 코스의 아펠레스(/əˈpɛliːz/; 그리스어: Ἀπελλῆς; fl. 기원전 4세기)는 고대 그리스의 유명한 화가였다. 이 예술가에 대한 현대 학자들의 많은 지식을 갖고 있는 가이우스 플리니우스 세쿤두스는 그를 이전 및 후속 예술가들보다 우월하다고 평가했다. (박물지 5.36.79–97 and passim) 그는 아펠레스를 112대 올림피아드(기원전 332~329년)와 데이트했는데, 이는 그가 알렉산더 대왕의 초상화를 제작했기 때문일 것으로 추정된다.